# 中澤隆司
中澤 隆司（なかざわ りゅうじ、1939年 - ）は、日本の経営者。京都放送社長、会長を務めた。京都府京都市出身。

## 経歴・人物
1964年に京都大学文学部を卒業し、同年に関西テレビ放送に入社した。1998年に取締役に就任し、2003年に専務を経て、2005年6月に京都放送社長に就任。2011年6月には会長に就任。
2013年4月に旭日小綬章を受章。